# Docalidia metcalfi
Docalidia metcalfi är en insektsart som beskrevs av Nielson 1979. Docalidia metcalfi ingår i släktet Docalidia och familjen dvärgstritar. Inga underarter finns listade i Catalogue of Life.